# Капітан Гораціо Горнблауер
«Капітан Гораціо Горнблауер» (англ. Captain Horatio Hornblower R.N.) — британський пригодницький фільм 1951 року. Фільм знято за мотивами трьох романів про Гораціо Горнблауера, написаних С. С. Форестером: "Щасливе повернення" (1937), "Корабель на лінії" (1938) та "Прапори" (1938). Екранізація належить Форестеру.

## Сюжет
1807 рік, Велика Британія воює з Наполеоном. 38-гарматний фрегат «Лідія», під командуванням капітана Гораціо Горнблауера, виконує секретне завдання в Тихому океані. Після семи місяців плавання Горнблауер зв'язується з союзником Англії доном Хуліаном Альварадо на прізвисько Ель Супремо, щоб передати йому партію зброї і боєприпасів. Ель Супремо збунтувався проти іспанської влади і своєю діяльністю послаблює міць Іспанії, союзника Наполеона: саме тому Велика Британія виступає на його захист. Ель Супремо, нахаба з манією величі, наказує Горнблауеру захопити і передати йому «Натівідад», 60-гарматний іспанський корабель. Горнблауер здійснює цей подвиг вночі, з жменькою людей пробравшись на борт заставши екіпаж зненацька. Він передає Ель Супремо «Натівідад», а офіцерів з цього корабля садить у кайдани на «Лідії», щоб іспанський капітан не міг перебити їх. Кілька днів по тому для переговорів з «Лідією» прибуває іспанське суденце. Горнблауер дізнається, що після довгих дипломатичних інтриг англійці уклали офіційний союз з Іспанією в боротьбі проти Наполеона. Разом з іспанськими емісарами на борт піднімається жінка — леді Барбара Уеллслі, сестра герцога Веллінгтонського. Леді Барбара рятується від епідемії жовтої гарячки, що охопила Панаму, і просить відвезти її назад в Англію, і Горнблауеру залишається лише виконати її прохання.

## У ролях
| Актор                    | Роль                                     |
| ------------------------ | ---------------------------------------- |
| Грегорі Пек              | капітан Гораціо Горнблауер               |
| Вірджинія Майо           | леді Барбара Велеслі                     |
| Роберт Бітті             | лейтенант Вільям Буш                     |
| Моултрі Келсалл          | лейтенант Кристал                        |
| Теренс Морган            | 2-й лейтенант Жерар                      |
| Джеймс Кенні             | мічман Лонглі                            |
| Джеймс Робертсон Джастіс | моряк Квіст                              |
| Деніс О'Ді               | адмірал, сер Родні Лейтон                |
| Річард Герн              | Полвіл (денщик Горнблауера)              |
| Майкл Долан              | хірург Гундарсон                         |
| Стенлі Бейкер            | містер Гаррісон (боцман)                 |
| Алан Тілверн             | Ернандес                                 |
| Алек Манго               | Ель Супремо (Дон Хуліан Альварадо)       |
| Крістофер Лі             | іспанський капітан                       |
| Джон Вітті               | капітан Ентенза                          |
| Майкл Гудліфф            | полковник Кейлард                        |
| Юджин Декерс             | французький комендант                    |
| Інгеборг фон Куссеров    | Геба (покоївка леді Барбари)             |
| Емі Венесс               | місіс МакФі (домогосподарка Горнблауера) |
| Кінастон Рівз            | адмірал Лорд Худ                         |
| Рональд Адам             | адмірал Маккартні                        |